# Stýra
Stýra är en ort i Grekland.   Den ligger i prefekturen Nomós Evvoías och regionen Grekiska fastlandet, i den östra delen av landet, 50 km öster om huvudstaden Aten. Stýra ligger 76 meter över havet och antalet invånare är 3 346. Den ligger på ön Euboia.
Terrängen runt Stýra är huvudsakligen kuperad, men åt nordväst är den platt. Havet är nära Stýra västerut. Runt Stýra är det glesbefolkat, med 14 invånare per kvadratkilometer. Stýra är det största samhället i trakten. Trakten runt Stýra består till största delen av jordbruksmark.